# The Night Before (Hooverphonic)
The Night Before is een single van de Belgische band Hooverphonic. Het nummer, dat uitgebracht werd op 25 oktober 2010, werd geschreven door Hooverphonicleden Alex Callier en Raymond Geerts. Het is de eerste single met de toenmalige frontzangeres Noémie Wolfs. Het nummer staat op het gelijknamige, album dat in hetzelfde jaar uitkwam. Het nummer werd gepromoot tijdens verschillende tv- en radioshows, gezien het de eerste single van de band was in 3 jaar tijd. Het grote succes zorgde voor een nominatie voor een MIA in de categorie Hit van het jaar.